# Pseudopanthea utahensis
Pseudopanthea utahensis är en fjärilsart som beskrevs av Mcdunnough 1942. Pseudopanthea utahensis ingår i släktet Pseudopanthea och familjen Pantheidae. Inga underarter finns listade.